# Mayella Lloclla
Mayella Lloclla Núñez (Lima, 31 de marzo de 1986) es una actriz y cantante peruana. Es más conocida por los papeles protagónicos como Dina Páucar en la miniserie Dina Páucar, la lucha por un sueño y de Catalina en la serie de corte histórico El último bastión.

## Biografía
Mayella Lloclla vive gran parte de su juventud en el barrio de Naranjal (Lima Norte). 
Se hace más conocida por su aparición en la miniserie Dina Paucar: La lucha por un sueño del año 2004; llega al drama, mientras estudia canto en el Conservatorio Nacional de Música.
En 2007, protagoniza la miniserie Por la Sarita, interpretando a Sarita Colonia.
En 2011, actúa en la serie Yo no me llamo Natacha, compartiendo roles con Maricarmen Marín, Gabriela Alcántara, Pierina Carcelén y Fiorella Díaz.
En 2018, participa en la serie de corte histórico El último Bastión, interpretando a Catalina.
En 2020, actúa como la principal antagonista menor de la telenovela Dos hermanas interpretando a la malvada Fiorella Berrospi y ese mismo año, participa en la película Rómulo y Julita.
En 2022, regresa a la actuación en la secuela de la telenovela musical Luz de luna como Bella Luna del Mar, además aparece en la película peruana de Netflix, Hasta que nos volvamos a encontrar.

## Filmografía

### Cine
- La decisión de Amelia (2023) cómo Amelia
- La Pampa (2022) como Susy.[4][5]
- Hasta que nos volvamosa a encontrar (2022) como Sofía.[6]
- Mochileros (Piloto) (2021) como Sofía.
- Un extraño en el funeral (Cortometraje) (2021) como Mariella.
- Un mundo para Julius (2021) como Vilma.
- El último Bastión (2021) como Catalina de Robles.
- Rómulo y Julita (2020) como Mercuria Monitor.
- Cuentos de brujas (2020) como Bruja.
- El grito (Cortometraje) (2020) como Berta.
- Cuentos de la bruja (2019) como La bruja.
- Somos Néctar (2017)
- Súper Cóndor (2015)
- Dos Besos: Troika (2015) como Nancy.
- El hueco (Cortometraje) (2015) como Yenni de Pando.
- Pueblo viejo (2015) como Ernestina.
- El vientre (2014) como Mercedes.
- Pública (2014)
- El demonio de los andes (2014)
- Entonces Ruth (2013)
- Detrás del espejo (Cortometraje) (2012) como Rosario.
- Evelyn (2012)
- Reshinn, sangre de anaconda (2011)
- El premio (2009)
- Vidas paralelas (2008) como Carolina.

### Televisión

#### Series y telenovelas
- TV Peru Conductora de programa "Modo Bicentenario" (2024)
- Luz de Luna 3 (2023) como Bella Luna del Mar de Zárate (Rol principal).
- La Reina del Sur 3 (2022) como Ana del Castillo (Rol recurrente).[7]
- Luz de Luna 2: Canción para dos (2022) como Bella Luna del Mar de Zárate / "La sirena de la cumbia" (Rol principal).[8]
- La rosa de Guadalupe: Perú (2020) como Alondra (Rol protagónico) (Episodio: En busca del perdón).
- Dos hermanas, unidas por el corazón (2020; 2021) como Fiorella Berrospi Choquehuanca / Fiorella Berrospi Vargas (Rol antagónico reformado).
- El último Bastión (2018–2019) como Catalina de Robles (Rol protagónico).
- 12 minutos (Piloto) (2018) como Lila Molina (Rol de invitada especial).
- El regreso de Lucas (2016–2017) como Lila Molina (Rol principal).
- Amores que matan (2016) (Episodio: Lejos de casa) (Rol protagónico) y (Episodios: Chicas I y Chicas II) (Rol principal).
- Los amores de Polo (2013) (Rol recurrente).
- Yo no me llamo Natacha (Versión extendida) (2012) como Francisca "Paquita" (Rol protagónico).
- La Tayson, corazón rebelde (2012) como Gloria (Rol secundario).
- Yo no me llamo Natacha 2 (2011–2012) como Francisca "Paquita" (Material de archivo).
- Yo no me llamo Natacha (2011) como Francisca "Paquita" (Rol protagónico).[9]
- Los Jotitas (2008) como Cielo (Rol secundario).
- Por la Sarita (2007) como Sara Colonia Zambrano "Sarita Colonia" / "La Sarita" / "Pequeña madrecita" (Rol protagónico).
- Pide un milagro (2006) como Rocio Martinez Huertas (Rol secundario).
- Camote y Paquete: Aventura de Navidad (2006–2007) como Rita (Rol principal).
- Amores como el nuestro (2006) (Rol recurrente).
- Camote y Paquete: Camino a casa (2006) como Rita (Rol principal).
- Los del Solar (2005) como Luz (Rol principal).
- María de los Ángeles (2005) (Rol secundario).
- Dina Páucar: La lucha por un sueño (2004) como Dina Magna Páucar Valverde (Joven) (Rol protagónico).
- Dina... mi vida (Piloto) (2003) como Dina Magna Páucar Valverde (Joven) (Rol protagónico).

#### Programas
- Ping pong de preguntas (2022) como Bella Luna (ella misma) (Invitada).
- + Espectáculos (2022) como ella misma (Invitada).
- En esta cocina... mando yo (2022) como Bella Luna (ella misma) (Concursante invitada).
- América espectáculos (2022) como ella misma (Invitada).
- El reventonazo de la chola (2021; 2022) como ella misma (Invitada).
- No somos críticos (2021) como ella misma (Invitada).
- La ciudad de los artistas (2021) como ella misma (Invitada).
- En boca de todos (2021) como ella misma (Invitada).
- RPP Noticias (2021) como ella misma (Invitada).
- Love love (2021) como ella misma (Invitada).
- Plano detalle (2021) como ella misma (Invitada).
- Preguntando ando (2020) como ella misma (Invitada).
- Premium Perú TV (2020; 2022) como ella misma (Invitada).
- Fandango Perú (2020) como ella misma (Invitada).
- TV Perú Noticias (2019) como ella misma (Invitada) (Secuencia: La entrevista).[10]
- Los Premios Luces 2018 (Edición especial) (2018) como ella misma (Invitada).
- En escena (2011) como ella misma (Invitada).
- Reyes del show (2010) como "Paquita" (ella misma) (Invitada).
- Canta conmigo (2008) como ella misma (Invitada).

### Spots publicitarios
- América tvGo (2022) como "Fiorella Berrospi".
- Head & Shoulders (2022) (Con André Silva) como Bella Luna.
- Ají-no-men (2022) como Bella Luna.
- Ace (2022) (Con Liliana Trujillo) como Bella Luna.
- Downy (2022) (Con André Silva) como Bella Luna.
- ONPE (2022) (Con André Silva y Luis José Ocampo) como Bella Luna (ella misma).

### Vídeos musicales
- Resistiré (2020) como ella misma.
- Junto a mí (2022) (De Shirley Iparraguirre y Secretos Banda Show) como Bella Luna.
- Parte de mí (2022) como Bella Luna.
- Bella mía (2022) (De André Silva) como Bella Luna.
- Siempre de la mano (2022) como Bella Luna.
- Cumbia love (2022) como Bella Luna.

## Teatro
- Luz de Luna: La aventura (2022) como Bella Luna.
- El amor viaja lento (2020) como Lucía.[11]
- Paralelos secantes (2020).[12]
- Gareca, hazme un hijo (2018).
- Fragmentos (2017).
- La pícara suerte (2017).
- La muchacha de los libros usados (2016).
- Todos mis miedos (2016).
- Cualquiera (2016).
- Voces en el silencio (2014–2015).
- Aventura en Pachacamac (2011).
- Cacúmenes (2010).
- La alianza triunfal (1996).

#### Agrupaciones teatrales
- Umantuu (2022–presente).

## Discografía

### Álbumes
- Cumbia Love (2022) (Colaboradora).

### Temas musicales

#### Temas paraLuz de Luna 2: Canción para dos
- «Canción para dos» (2022) (Con Naima Luna).
- «El amor es todo» (2022) (Con Naima Luna).
- «El amor es todo (Nueva versión)» (2022) (Con André Silva).
- «Juráme mentiroso»» (2022).
- «Luz de Luna» (2022) (Con André Silva).
- «Mi pequeña ilusión» (2022).
- «Parte de mí» (2022).
- «Pedazo de Luna» (2022) (Con Naima Luna).
- «Las mejores amigas» (2022) (Con Naima Luna).
- «Siempre de la mano» (2022) (Con André Silva).
- «Cumbia Love» (2022) (Con André Silva).
- «Juráme» (2022) (Con André Silva y Naima Luna).

#### Otros
- «Te vas» (2008) (Con David Villa).
- «Contigo a la distancia» (2008) (Con David Villa).
- «Te encontraré» (2020) (Tema para Dos hermanas, unidas por el corazón; Colaboración con Erick Elera y Melissa Paredes).
- «Resistiré» (2020) (Con varios artistas).
- «Resistiré» (2021) (Con Melany Vasquez).

### Bandas sonoras
- Dos hermanas, unidas por el corazón (2020).
- Luz de Luna 2: Canción para dos (2022).

## Literatura

### Revistas
- Ellos&Ellas (2014) como Modelo de portada.

## Eventos
- Luz de Luna 2: Día internacional del lenguaje de señas (2022) como Bella Luna (ella misma).
- Maricucha 2, Luz de Luna 2: Festival musical (2022) como Bella Luna / "La sirena de la cumbia" (ella misma).
- América Televisión: Preventa 2023 (2022) como invitada especial.

## Premios y nominaciones
| Año  | Premio                          | Categoría                                        | Trabajo                             | Resultado   | Ref.          |
| ---- | ------------------------------- | ------------------------------------------------ | ----------------------------------- | ----------- | ------------- |
| 2014 | Premios Luces de El Comercio    | Mejor actriz de cine                             | El vientre                          | Nominada    | [ 13 ]        |
| 2015 | Premios Luces de El Comercio    | Mejor actriz secundaria de cine                  | Dos besos: Troika                   | Nominada    | [ 14 ]        |
| 2018 | Premios Luces de El Comercio    | Mejor actriz de TV                               | El último Bastión                   | Ganadora    | [ 15 ]        |
| 2021 | Premios Luces de El Comercio    | Mejor actriz de TV                               | Dos hermanas, unidas por el corazón | Nominada    | [ 16 ]        |
| 2021 | Premios de En boca de todos     | La malvada de 2021                               | Dos hermanas, unidas por el corazón | Ganadora    |               |
| 2021 | Premios Luces de El Comercio    | Mejor actriz de cine                             | Un mundo para Julius                | Ganadora    | [ 17 ] [ 18 ] |
| 2022 | Concurso de Reconocimiento      | Premio a la Excelencia a Mejor actriz de soporte | Un extraño en el funeral            | Ganadora    |               |
| 2022 | Mejor Festival de Cortometrajes | Premio de Marzo a Mejor actriz de soporte        | Un extraño en el funeral            | Ganadora    |               |
| 2022 | Premios Platino                 | Mejor interpretación femenina                    | Un mundo para Julius                | Prenominada | [ 19 ]        |
| 2024 | Premios Luces de El Comercio    | Mejor actriz de cine                             | La decisión de Amelia               | Nominada    | [ 20 ]        |
| 2024 | Premios Luces de El Comercio    | Mejor actriz de TV                               | Luz de Luna 3                       | Nominada    | [ 20 ]        |